# Avataro Sentai Donbrothers
Avataro Sentai Donbrothers (暴太郎戦隊ドンブラザーズ (Bạo thái lang Chiến đội Donbrothers) Abatarō Sentai Donburazāzu), dịch là Chiến đội Bạo thái lang Donbrothers là một bộ phim tokusatsu, phần phim thứ 46 của loạt phim Super Sentai, và là phần thứ ba trong thời kỳ Reiwa. Series sử dụng motif của truyện cổ tích Momotarō  và đóng vai trò là phần tiếp theo trực tiếp của loạt phim trước đó Kikai Sentai Zenkaiger đồng thời kỷ niệm các phần phim trước. Don Momotaro đã xuất hiện trong một số tập gần cuối của Kikai Sentai Zenkaiger và là nhân vật trực tiếp kết nối hai phần phim. Donbrothers lần đầu xuất hiện trong tập 42 của Zenkaiger lên sóng vào tháng 12 năm 2021, bộ phim chính thức chiếu song song với Kamen Rider Revice và Kamen Rider Geats trong Super Hero Time, Avataro Sentai Donbrothers bộ phim lên sóng từ 6 tháng 3 năm 2022 trên TV Asahi. Phim cũng là lần đầu tiên xuất hiện nam chiến binh màu hồng. DonBrothers bắt đầu được phát sóng ở Hàn Quốc với tên gọi Power Rangers: Don-Brothers.

## Cốt truyện
Một người đàn ông tên là Jin Momoi tìm thấy một đứa trẻ bên trong một viên nang hình quả đào mà anh ta đặt tên là Taro và nuôi nấng. 21 năm sau, những con quái vật bí ẩn được gọi là Hitotsuki bắt đầu xuất hiện khi con người vượt qua những ham muốn bên trong của họ bị chiếm đoạt bởi những linh hồn được truyền sức mạnh liên quan đến Super Sentai từ quá khứ. Taro, và bốn cá nhân khác được Jin chọn; Shinichi Saruhara - một thanh niên thông minh nhưng lập dị, Haruka Kito - một nữ họa sĩ truyện tranh đang học trung học, Tsubasa Inuzuka - một kẻ trốn truy nã và Tsuyoshi Kijino - một người làm công ăn lương bình thường bắt đầu chiến đấu với Hitotsuki.
Cũng cản đường họ là những sinh vật Noto, khó nắm bắt và tàn nhẫn từ một thực tại cao hơn, những kẻ tiêu diệt Hitotsuki trong khi giết vật chủ của chúng, không giống như những Donbrothers sử dụng sức mạnh của mình để giải cứu. Các chiến binh Donbrothers cũng được giúp đỡ bởi Goshikida Kaito, chủ tiệm cà phê Donbura, người đã biến thành Zenkaizer Black.

## Nhân vật

### Donbrothers
Nhóm Donbrothers sử dụng Don Blaster (ドンブラスター Don Burasutā) và Avataro Gears (アバタロウギア Abatarō Gia) để biến hình. Giống như Sentai Gears, Avataro Gears cũng có các bánh răng đặc biệt dựa trên Super Sentai tiền nhiệm của chúng, cho phép chúng truy cập sức mạnh của mình.
- Momoi Taro (桃井 タロウ (Đào Tĩnh Thái Lang) Momoi Tarō?): Anh được tìm thấy trong một viên nâng hình Quả Đào khi mới sinh ra và được Jin nuôi dưỡng như con ruột của mình, hiện anh đang sống một mình, làm công việc giao hàng bán thời gian. Taro 21 tuổi và biến thành Don Momotaro (ドンモモタロウ Don Momotarō?)[1][4][5][6]
- Saruhara Shinichi (猿原 真一 (Viên Nguyên Chân Nhất) Saruhara Shin'ichi?): Một thanh niên đáng tin cậy 21 tuổi, là bộ não của đội. Anh ta biến thành Saru Brother (サルブラザー Saru Burazā?).[1]
- Kito Haruka (鬼頭 はるか (Quỷ Đầu Xuân Hưong) Kitō Haruka?): Một học sinh trung học 17 tuổi và là một họa sĩ truyện tranh đầy tham vọng làm việc bán thời gian tại quán cà phê Donbura, cô ấy biến thành Oni Sister (オニシスター Oni Shisutā?).[1][7]
- Inuzuka Tsubasa (犬塚 翼 (Khuyển Trủng Dực) Inuzuka Tsubasa?): Chạy trốn khỏi cảnh sát, Tsubasa không thân thiện với những người khác và đang tìm kiếm thủ phạm thực sự của tội ác mà anh ta đang bị buộc tội để chứng minh mình vô tội. Anh ấy 24 tuổi và biến thành Inu Brothers (イヌブラザー Inu Burazā?) nhỏ bé.[1][7]
- Kijino Tsuyoshi (雉野 つよし (Trĩ Dã Cương) Kijino Tsuyoshi?): Một người làm công ăn lương đã có gia đình và làm việc để nuôi vợ. Anh ấy đã 33 tuổi và biến thành Kiji Brother (キジブラザー Kiji Burazā?) cao và gầy.[1]

#### Đồng minh
- Goshikida Kaito (五色田 介人 (Ngũ Sắc Điền Giới Nhân) Goshikida Kaito?): Một người đàn ông bí ẩn là chủ sở hữu của quán cà phê "Donbura" (どんぶら?), anh có ngoại hình và tên  tương tự như thủ lĩnh của đội Zenkaigers, nhưng với tính cách hoàn toàn khác nhau. Anh ấy biến thành Zenkaiser Black (ゼンカイザーブラック Zenkaizā Burakku?), có ngoại hình tương tự như Zenkaiser, ngoại trừ việc sơn lại đơn sắc. Black Zenkaiser cũng có khả năng sử dụng các Sentai Gears của Zenkaigers và hỗ trợ các Donbrothers trong trận chiến mà chưa rõ lý do.
- Momoi Jin (桃井 人 (Đào Tĩnh Nhân) Momoi Jin?): Cha nuôi của Taro, người không hề già đi kể từ khi ông đón cậu, và hiện đang bị mắc kẹt trong một không gian ảo, chỉ có thể giao tiếp với những người khác dưới dạng ảnh ba chiều. Ông là người đã chọn bốn thành viên còn lại trong đội để giúp đỡ con trai mình, cho họ phương tiện để biến hình.
- Momotani Jirō ( 桃谷 ジロウ (Đào Lộc Thứ Lang) Momotani Jirō?): là một anh hùng đầy khát vọng 21 tuổi, người đã gặp Taro một lần ở trường trung học, có nguồn gốc tương tự được tìm thấy trong một viên nang hình quả đào khi còn nhỏ và lớn lên trong làng một cách dễ dàng. Cậu rời ngôi làng của mình sau sự biến mất của Taro, cho rằng đó là tiếng nói trong đầu cậu thúc giục cậu trở thành một anh hùng. Không giống như năm Donbrothers chính, Jiro sử dụng Long Hổ Chi Kích Ryuko no Geki (龍虎之戟 Ryūko no Geki?) để biến hình thành  Don Doragoku (ドンドラゴクウ Don Doragokū?).[1]

### Nouto
The Nouto (脳人 (Não Nhân) Nōto) là một bộ ba cá nhân bí ẩn chống lại Donbrothers.

## Tập phim
Mỗi tập được gọi là một "Don" (ドン)
1. Don 1: Avataro (ドン１話: あばたろう Don Ichi-wa: Abatarou?)
2. Don 2: Đào lớn, đào nhỏ (ドン2話： おおもも、こもも Don Ni-wa: Ō Momo, Ko Momo?)
3. Don 3: Tên trộm ánh sáng (ドン3話：あかりどろぼう Don San-wa: Akari Dorobō?)
4. Don 4: Yêu quái cơm nắm (ドン4話：おにぎりのおに Don Yon-wa: Onigiri no o ni?)
5. Don 5: Chú chó bị bao vây (ドン5話：たてこもったイヌ Don Go-wa: Tatekomotta Inu?)
6. Don 6: Kiji - Vị vua 3 ngày (ドン6話：キジみっかてんか Don Roku-wa: Kiji Mikkatenka?)
7. Don 7: Lớp học giáo viên (ドン7話：せんせいのむれ Don Nana-wa: Sensei no mure?)
8. Don 8: Tù nhân tóc dài (ドン8話：ろんげのとりこ Don Hachi-wa: Ronge no Toriko?)
9. Don 9: Borotarō và Robotarō (ドン9話： ぼろたろうとロボタロウ Don Kyū-wa: Borotarō to Robotarō?)
10. Don 10: Cầu vồng mà yêu quái thấy (ドン10話：オニがみたにじ Don Jū-wa: Oni ga Mita Niji?)
11. Don 11: Chú chó say nắng ( ドン11話： イヌのかくらん?, Don Jūnichi-wa: Inu no Kakuran)
12. Don 12: Ánh trăng  đang lừa dối (ドン12話：つきはウソつき Don Jūni-wa: Tsuki wa Usotsuki?)
13. Don 13: Tạm biệt Tarō (ドン13話：さよならタロウ Don Jūsan-wa: Sayonara Tarō?)
14. Don 14: Jiro -người thay thế (ドン14話：さみがわりジロウ Don Jūyon-wa: Migawari Jirō?)
15. Don 15: Chào mừng trở lại, Tarō (ドン15話：おかえりタロウ Don Jūgo-wa: Okaeri Tarō?)
16. Don 16: Công tắc bóng tối (ドン16話：やみおちスイッチ Don Jū-roku wa: Yami ochi Suitchi?)
17. Don 17: Ánh sáng và Tsubasa (ドン17話: ひかりというつばさ? Don Jū-shichi wa: Hikari to Tsubasa)
18. Don 18: 1 phát vào hàm cá mập (ドン18話: ジョーズないっぽん Don Jū-hachi wa: Jōzu na Ippon?)
19. Don 19: Alo con ma (ドン19話: もしもしユーレイ Don Jū-kyū wa: Moshimoshi Yūrei?)
20. Don 20: Khúc bi ai về chiếc mũi cao (ドン20話: はなたかえれじい Don Nijū wa: Hanataka Erejī?)
21. Don 21: Gian nan ramen đạo (ドン21話: ごくラーメンどう Don Nijū ichi wa: Goku Rāmen-dō?)
22. Don 22: Đường manga tàn khốc (ドン22話: じごくマンガみち Don Nijū ni wa: Jigoku Manga Michi?)
23. Don 23: Khuyển hoá Chó (ドン23話: イヌ、いぬになる Don Nijū san wa: Inu, Inu ni Naru?)
24. Don 24: Con trai, 1 mà 2 (ドン24話: むすこ、ににんばおり Don Nijū yon wa: Musuko Ni'ninbaori?)
25. Don 25: Anh hùng công nhân (ドン25話: ヒーローしごとにん Don Nijū go wa: Hīrō Shigoto'nin?)
26. Don 26: Kết cục vội vã (ドン26話: フィナーレいさみあし Don Nijū roku wa: Fināre Isamiashi?)
27. Don 27: Quyết đấu nghiêm túc (ドン27話: けっとうマジマジ Don Nijū shichi wa: Kettō Maji Maji?)
28. Don 28: Bí mật của bí mật (ドン28話: ひみつのヒミツ Don Nijū hachi wa: Himitsu no Himitsu?)
29. Don 29: Lễ tang và Murasame (ドン29話: とむらいとムラサメ Don Nijū-kyū wa: Tomurai to Murasame?)
30. Don 30: Thợ săn Jūto (ドン30話:ジュートのかりゅうど Don Sanjū wa: Jūto no Karyūdo?)
31. Don 31: Khuyển lộ diện (ドン31話:かおバレわんわん Don Sanjūichi wa:Kao Bare Wanwan?)
32. Don 32: Quyết đấu Sono2 (ドン32話:けっとうソノ2 Don Sanjūni wa:Kettō Sono Ni?)
33. Don 33: Chú chim Ăn mừng (ドン33話: ワッショイなとり Don Sanjūsan wa:Wasshoi na Tori?)
34. Don 34: Natsumi gặp tôi (ドン34話:なつみミーツミー Don Sanjūyon wa:Natsumi Mītsu Mī?)
35. Don 35: Bài ca Origami (ドン35話:おりがみのうた Don Sanjūgo wa:Origami no Uta?)
36. Don 36: Khuyển-chó hợp chiến (ドン36話:イヌイヌがっせん Don Sanjū roku wa:Inu Inu Gassen?)
37. Don 37: Nhất, nhị, tam và tứ (ドン37話: イとニとザとシ Don San-shichi wa: I to Ni to Za to Shi?)
38. Don 38: Nấu nướng hỗn độn (ドン38話: ちんぷんかんクッキング Don San-hachi wa: Chinpunkan Kukkingu?)
39. Don 39: Nhấn nút loạn xạ (ドン39話: たなからボタンぽち Don Sanjū-kyū wa: Tana kara Botan Pochi?)
40. Don 40: Tay lái nguy hiểm (ドン40話: キケンなあいのり Don Yonjū wa: Kiken na Ainori?)
41. Don 41: Ông già Noel cực nhọc (ドン41話: サンタくろうする Don Yonjū-ichi wa: Santa Kurō Suru?)
42. Don 42: Gia đình lệch lạc (ドン42話: ドンびきかぞく Don Yonjūni wa: Donbiki Kazoku?)
43. Don 43: Băng qua thời gian, băng qua bí ẩn (ドン43話:トキかけナゾかけ Don Yonjūsan wa:Toki Kake Nazo Kake?)
44. Don 44: Lộ trắng, lộ đen (ドン44話:しろバレ、くろバレ Don Yonjūyon wa: Shiro Bare, Kuro Bare?)
45. Don 45: Làng ồn, làng ào (ドン45話: しろバレ、くろバレ Don Yonjūgo wa: Kakamura Gagamura?)
46. Don 46: Giấc mơ đêm của Natsumi (ドン46話: なつみのよのゆめ Don Yonjū-roku wa: Natsumi no Yo no Yume?)
47. Don 47: Hội nghị Don-No (ドン47話:ドンノーかいぎ Don Yonjū-shichi wa: Don'nō kai gi?)
48. Don 48: 9 anh em Don (ドン48話: 9にんのドンブラ Don Yonjū-hachi wa: Kyūnin no Donbura?)
49. Don 49: Ký ức cuối cùng (ドン49話:さいごのおもいで Don Yonjū-kyu wa: Saigo no Omoide?)
50. Don 50: Tôi đã hiểu ra vấn đề (ドン50：えんができたな Don Gojū wa: En ga Dekita na?)

## Phim điện ảnh
- Avataro Sentai Donbrothers: The Movie (劇場版 暴太郎戦隊ドンブラザーズ (Kịch trường bản Bạo thái lang Chiến đội Donbrothers) Gekijōban Abatarō Sentai Donburazāzu?)

## Tập đặc biệt
Avataro Sentai Donbrothers meets Kamen Rider Den-O: Nhắm đến nó! (「暴太郎戦隊ドンブラザーズ」 meets 「仮面ライダー電王」目指せ！ドン王 Abatarō Sentai Donburazāzu mītsu Kamen Raidā Den-Ō: Mezase! Don-Ō)
- Avataro Sentai Donbrothers meet Senpaiger (暴太郎戦隊 ドンブラザーズ meet センパイジャー (Bạo thái lang Chiến đội Donbrothers vs Senpaiger) Abatarō Sentai Donburazāzu mītsu Senpaijā?) là một web đặc biệt dành cho Avataro Sentai Donbrothers . Nó có sự ra mắt của các Senpaigers với tư cách là một nhóm mới gồm các chiến binh Super Sentai kỳ cựu, cũng như sự biến đổi của Don Momotaro thành dạng Ranger cơ bản của họ.

Đoạn phim ngắn này được sản xuất để quảng cáo cho bộ phim sắp tới của Zenkaiger vs Kiramager vs Senpaiger có sự góp mặt của những red sentai kỳ cựu được giới thiệu.
- Ninpu Sentai Hurricanger with Donbrothers (忍風戦隊ハリケンジャーｗｉｔｈドンブラザーズ (Nhẫn phong chiến đội Hurricanger với Bạo thái lang Chiến đội Donbrothers)  Ninpū Sentai Harikenjā Uizu Donburazāzu?)) là một chương trình đặc biệt dành riêng cho TTFC (Toei Tokusatsu Fan Club) có sự tham gia của các Donbrothers hợp tác với Hurricanger. Nó đóng vai trò là phần tiền truyện của Ninpu Sentai Hurricanger Degozaru! Shushuuto 20th Anniversary.

## Diễn viên

### Diễn viên chính
- Taro Momoi (桃井 タロウ Momoi Tarō?): Kouhei Higuchi (樋口 幸平 Higuchi Kōhei?)
- Shinichi Saruhara (猿原 真一 Saruhara Shin'ichi?): Yuuki Beppu (別府 由来 Beppu Yūki?)
- Haruka Kito (鬼頭 はるか Kitō Haruka?): Kohaku Shida (志田 こはく Shida Kohaku?)
- Tsubasa Inuzuka (犬塚 翼 Inuzuka Tsubasa?): Totaro (柊太朗 Tōtarō?)
- Tsuyoshi Kijino (雉野 つよし Kijino Tsuyoshi?): Hirofumi Suzuki (鈴木 浩文 Suzuki Hirofumi?)
- Kaito Goshikida (五色田 介人 Goshikida Kaito?): Kiita Komagine (駒木根 葵汰 Komagine Kiita?)
- Jin Momoi (桃井 陣 Momoi Jin?): Sōkō Wada (和田 聰宏 Wada Sōkō?)
- Sonoi (ソノイ?): Yuya Tominaga (富永 勇也 Tominaga Yūya?)
- Sononi (ソノニ?): Amisa Miyazaki (宮崎 あみさ Miyazaki Amisa?)
- Sonoza (ソノザ?): Shinnosuke Takahashi (タカハシ シンノスケ Takahashi Shin'nosuke?)

## Âm nhạc
- "Ore koso Only One" (俺こそオンリーワン Ore koso Onrī Wan?, "I Am Only One")
  - Viết lời: Neko Oikawa (及川 眠子 Oikawa Neko?)
  - Nhạc sĩ: Fuwari (フワリ?)
  - Ca sĩ: Win Morisaki